# Grote wintervlinder
De grote wintervlinder (Erannis defoliaria) is een vlinder uit de familie van de spanners.

## Kenmerken
Er is sprake van seksuele dimorfie. De mannelijke vlinder heeft een spanwijdte tussen de 40 en 44 millimeter. De kleuren van de vlinder zijn zeer variabel. Vrouwtjes van deze soort hebben geen vleugels en worden 8 à 10 millimeter lang. Ze lijken op een zwart met wit gespikkelde larve met pootjes. De lichaamsvorm doet denken aan een kruising tussen een keverlarve (lange pootjes) en een cicade (driehoekig, gekield lichaam).

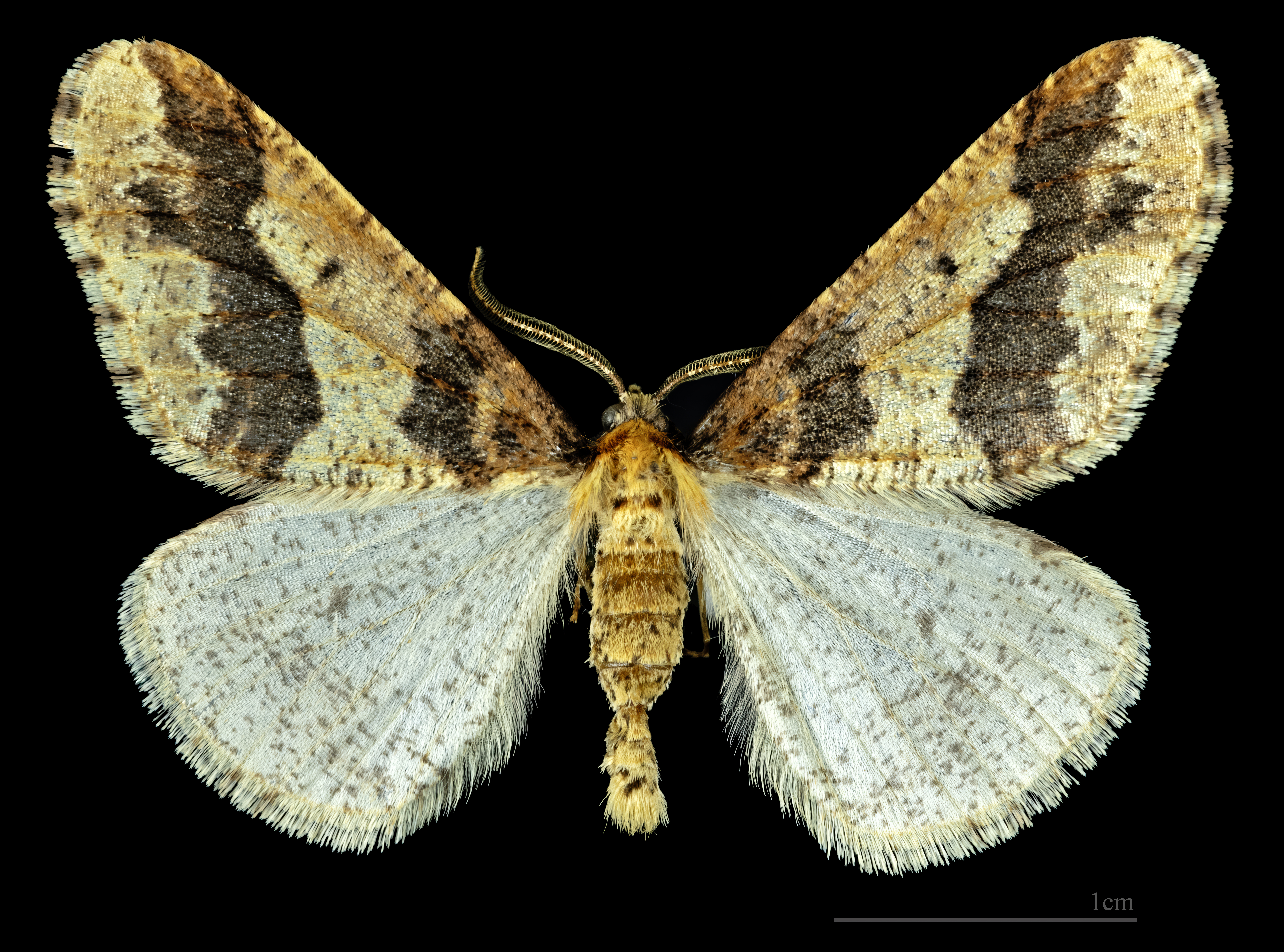
♂
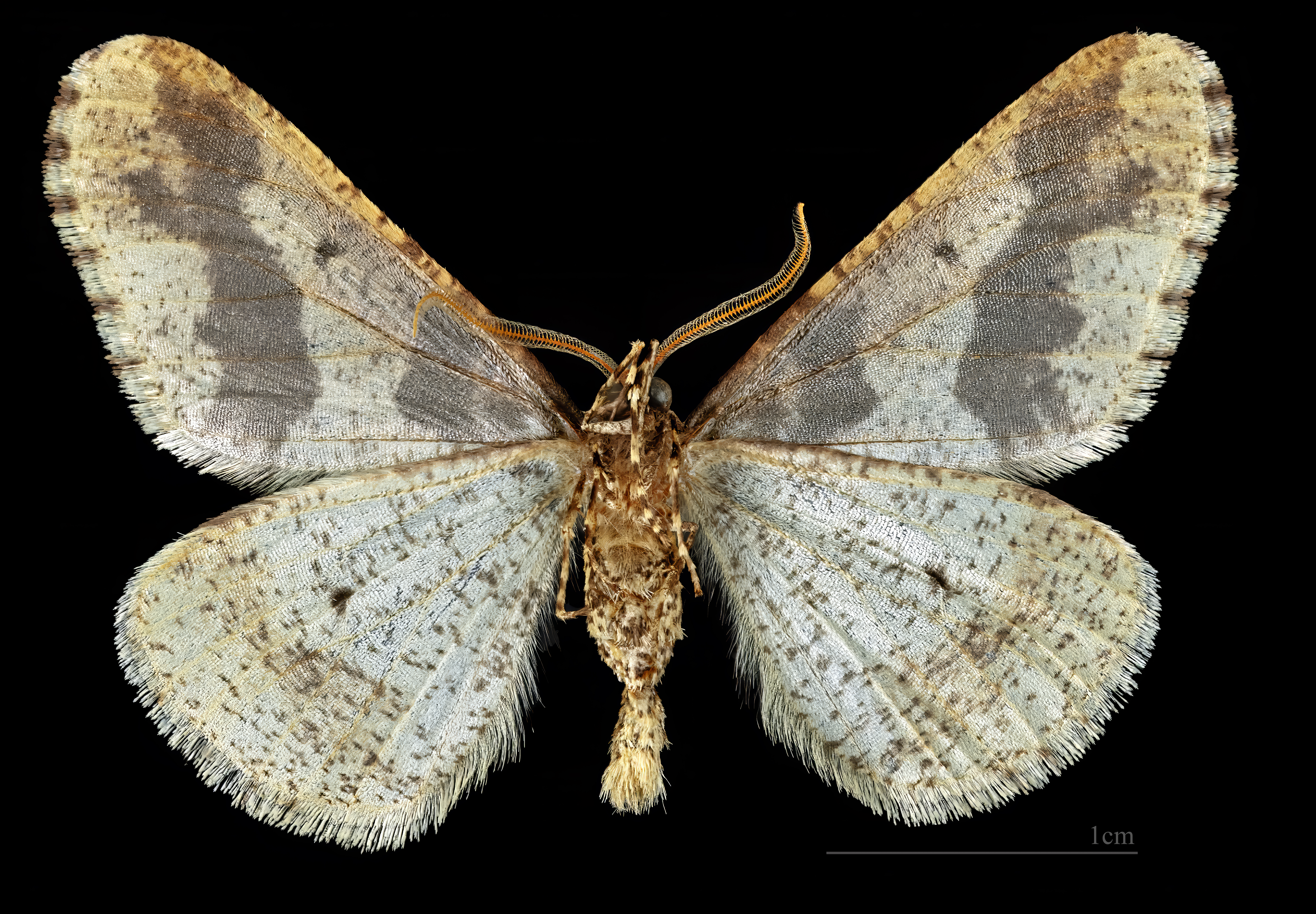
♂ △
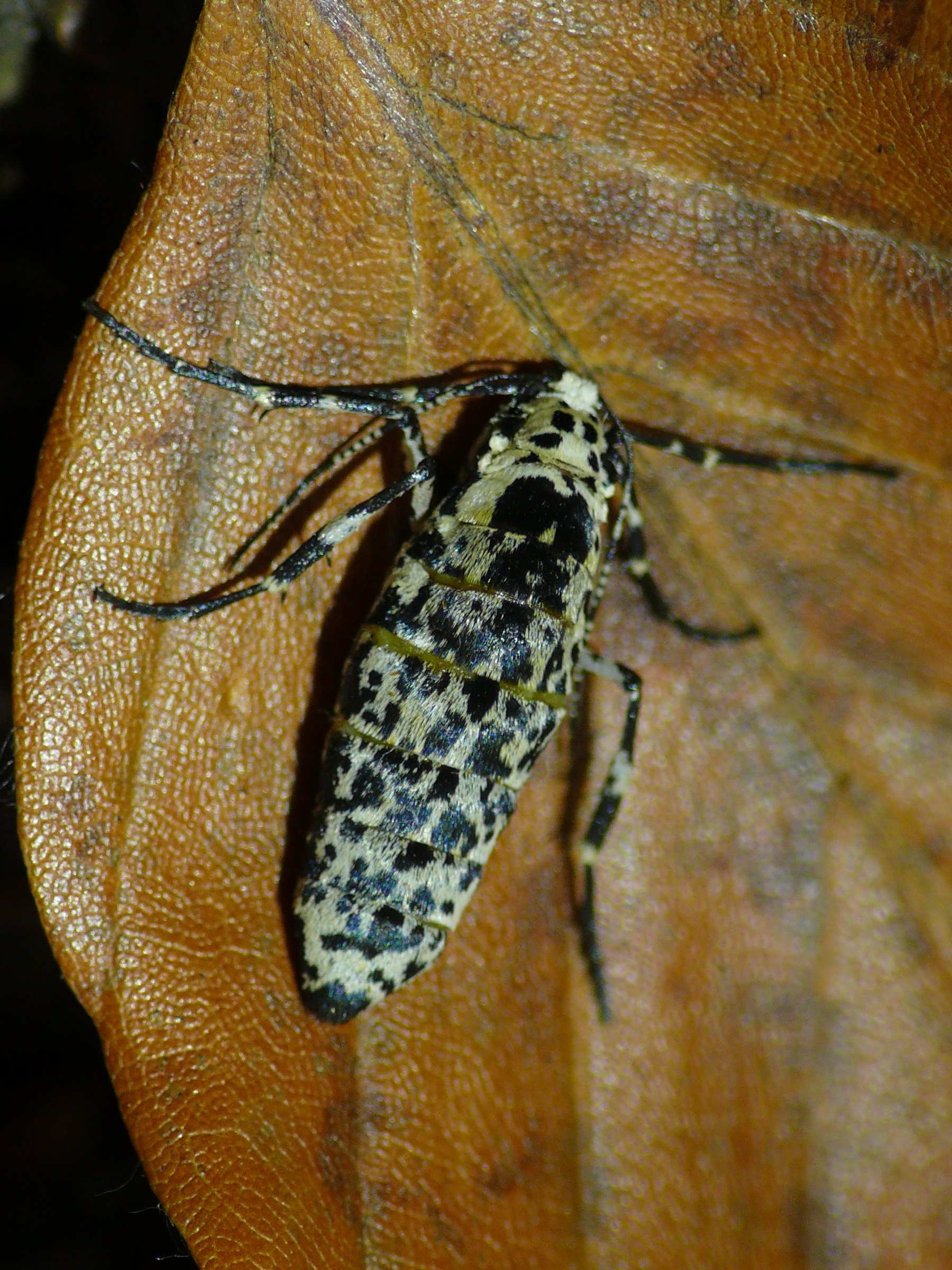
♀

## De rups en zijn waardplanten
De rups is polyfaag, waardplanten zijn onder andere eiken, wilgen, berken, Prunus, els, Ribes en meidoorn. De soortaanduiding defoliaria geeft aan dat hij in staat is hele bomen te ontbladeren. In de fruitteelt wordt hij daarom gevreesd.

## Verspreiding en leefgebied
De grote wintervlinder komt voor in grote delen van Europa en is in Nederland en België een algemeen voorkomende soort. 

## Vliegtijd
De vliegtijd is van eind september tot half februari met een piek in oktober en november. In tegenstelling tot de meeste vlinders wordt ook 's winters gevlogen, zelfs als er sneeuw ligt. Uiteindelijk overwintert de soort als ei.

## Afbeeldingen

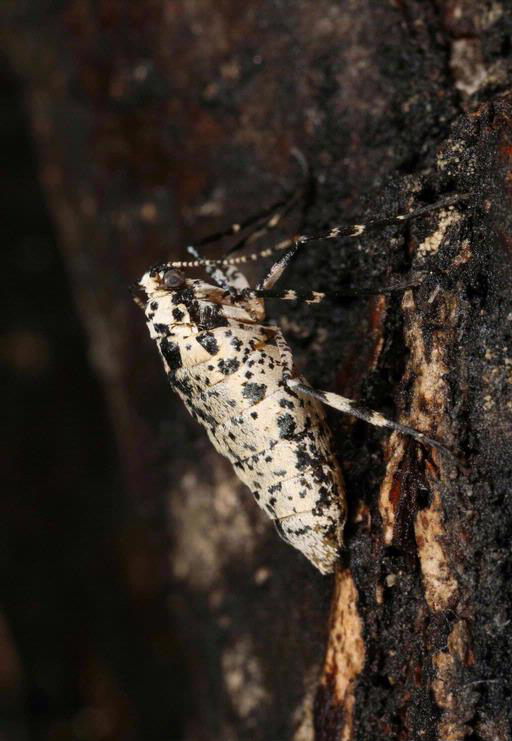
Vleugelloos vrouwtje
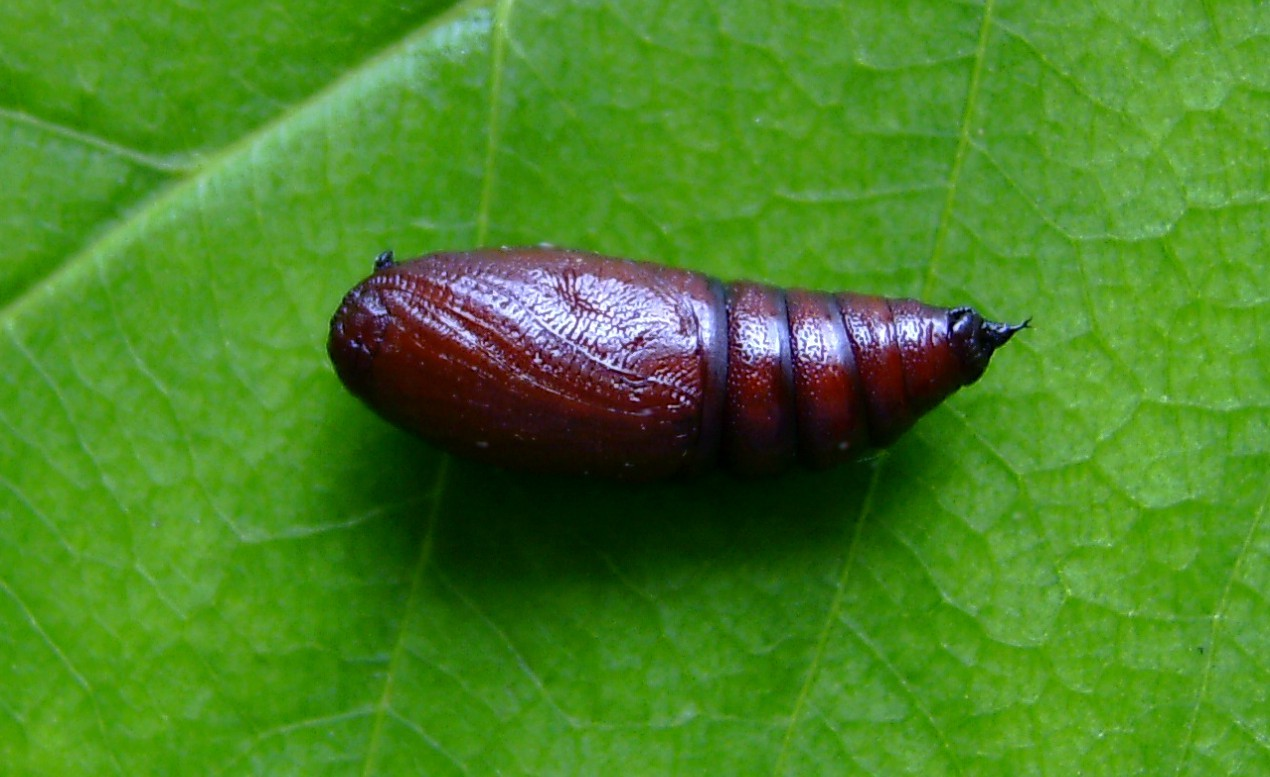
Pop